# Václavy

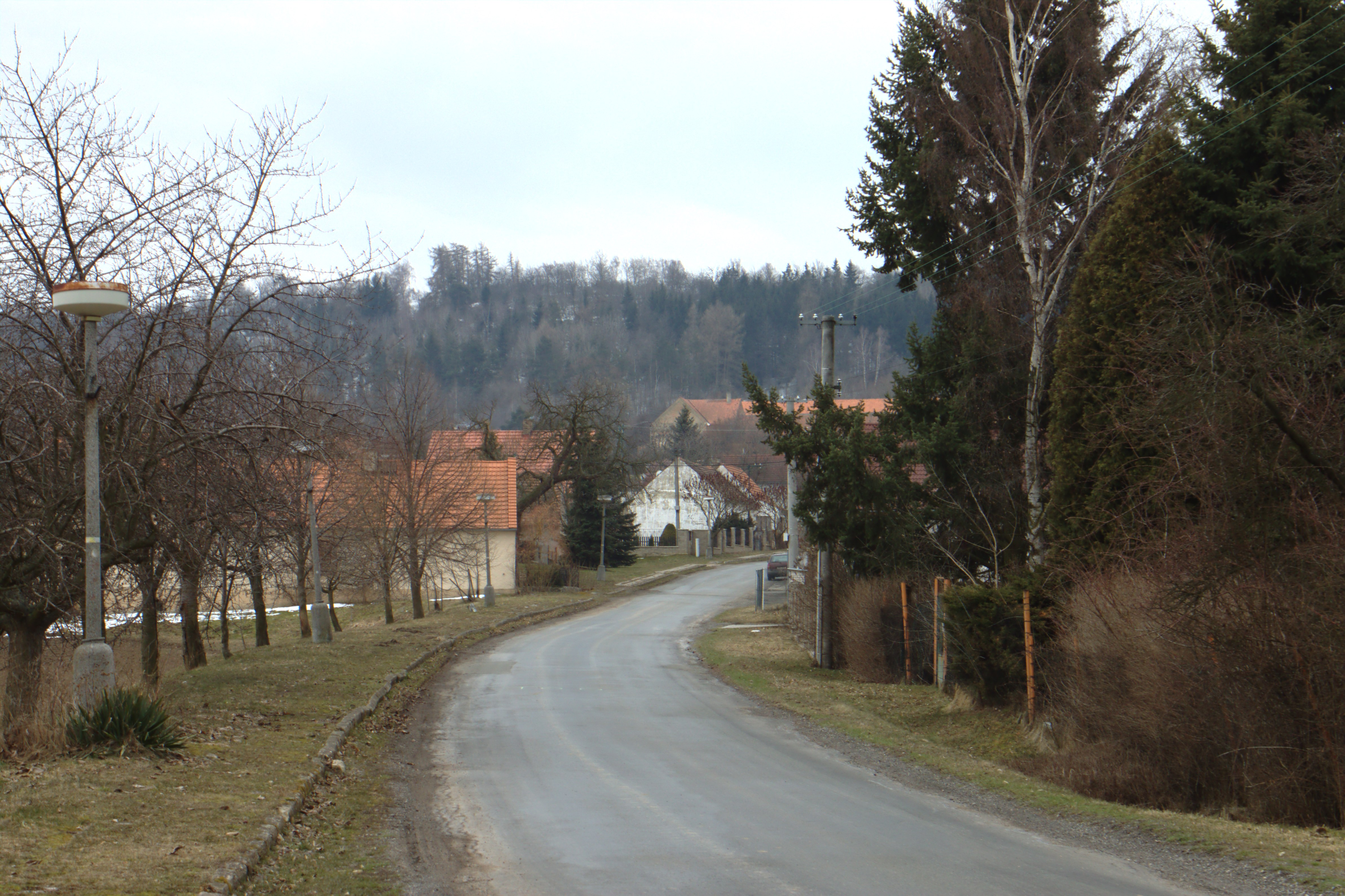
Hauptstraße

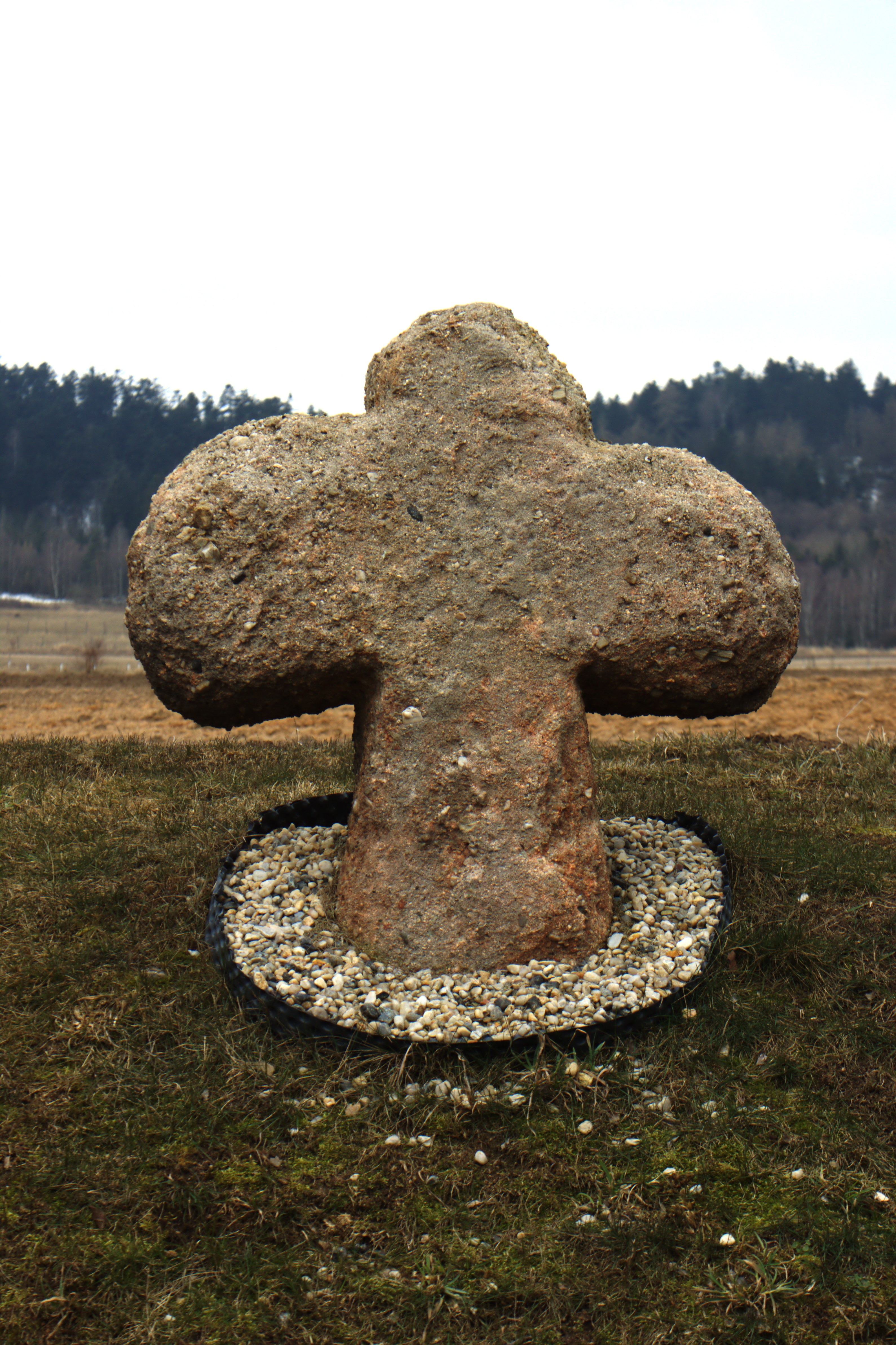
Sühnekreuz Václav

Václavy (deutsch Wazlaw, früher Watzlaw) ist eine Gemeinde in Tschechien. Sie liegt elf Kilometer südwestlich von Rakovník und gehört zum Okres Rakovník.

## Geographie
Václavy befindet sich am Nordhang eines zum Quellgrund des Baches Petrovický potok abfallenden Höhenzug im Rakonitzer Hügelland. Gegen Westen erstreckt sich der Naturpark Jesenicko. Östlich erhebt sich der Nad Kostelem (537 m), im Südosten der Krakov (512 m) und der Dlouhý les (501 m), südlich der U Vrchu (522 m) und die Černá kočka (552 m), im Südwesten der V Jedlinách (544 m), westlich der Hokovský vrch (565 m) und im Nordwesten die Báňská hora (576 m).
Nachbarorte sind Řeřichy, Pšovlky und Vinice im Norden, Nový Dvůr, Šanov und Hostokryje im Nordosten, Petrovice und Obora im Osten, Zavidov und Krakov im Südosten, Všesulov, Václavský Nový Dvůr, Křekovice und Čistá im Süden, Zdeslav, Zdeslavský Dvůr, Pod Piskovnou, Nová Ves, Kůzová und Smrk im Südwesten, Velká Chmelištná und Hokovské Domky im Westen sowie Hůrky, Soseň und Klečetné im Nordwesten.

## Geschichte
Die erste schriftliche Erwähnung des Dorfes erfolgte 1453 als Sitz des Augustin von Václavy. Im Jahre 1512 gehörte es Peter von Václavy, der auch die Güter Řeřichy, Šanov, Pšovlky und Hostokryje besaß.
In der Mitte des 16. Jahrhunderts erwarb Václav Dlask von Vchynice Václavy zusammen mit Řeřichy und schlug beide Dörfer seinem Gut Petrovice zu. Zu den nachfolgenden Besitzern von Petrovice gehörten ab 1569 Radslaw Wchinsky von Wchinitz und zu Beginn des 17. Jahrhunderts Georg Hrobschitzky von Hrobschitz.
Wegen Georg Hrobschitzkys Beteiligung am Ständeaufstand wurde das Gut Petrowitz nach der Schlacht am Weißen Berg konfisziert und 1623 an Johann Zeller verkauft. Später wurde das Dorf der Herrschaft Křic zugeschlagen. Wenzel Lažanský von Buggau (Lažanský z Bukové) auf Manětín vererbte die Herrschaft Křic 1715 seiner Tochter Maria Gabriela. Diese starb 1758 als Oberin des Reichsstiftes adeliger Fräulein in der Neustadt Prag und hinterließ die Herrschaft dem Stift, das später den Namen k.k. freiweltadeliges Damenstift zu den heiligen Engeln in der Altstadt Prag erhielt.
Im Jahre 1843 bestand Watzlaw bzw. Waclaw aus 28 Häusern mit 215, größtenteils deutschsprachigen Einwohnern. Im Ort gab es einen obrigkeitlichen Meierhof, eine dominikale Schäferei, einen Gemeinde-Schüttboden und ein Wirtshaus. Abseits lag der obrigkeitliche Meierhof Neuhof. Pfarrort war Chmelischen. Bis zur Mitte des 19. Jahrhunderts blieb Watzlaw der Herrschaft Křic untertänig.
Nach der Aufhebung der Patrimonialherrschaften bildete Watzlaw / Václavy ab 1850 eine Gemeinde im Bezirk Saaz und Gerichtsbezirk Jechnitz. 1868 wurde Watzlaw dem Bezirk Podersam zugeordnet. Das Schulhaus entstand 1884. Im Jahre 1930 lebten in Wazlaw 190 Personen, 1932 waren es 210. Nach dem Münchner Abkommen wurde die Gemeinde 1938 dem Deutschen Reich zugeschlagen und gehörte bis 1945 zum Landkreis Podersam. 1939 hatte die Gemeinde 135 Einwohner. Nach dem Ende des Zweiten Weltkrieges kam Václavy zur Tschechoslowakei zurück, die deutschsprachigen Einwohner wurden vertrieben. Der Okres Podbořany wurde 1960 aufgehoben, seitdem gehört Václavy zum Okres Rakovník. Die Kapelle auf dem Dorfplatz wurde in der zweiten Hälfte des 20. Jahrhunderts abgerissen. Am 1. Jänner 1980 wurde Václavy nach Zavidov eingemeindet, am 24. November 1990 wurde Václavy wieder eigenständig. Die Gemeinde gehört seit 1999 zur Mikroregion Čistá – Senomaty.

## Gemeindegliederung
Für die Gemeinde Václavy sind keine Ortsteile ausgewiesen. Václavy besteht aus den Grundsiedlungseinheiten Václavy (Wazlaw) und Václavský Nový Dvůr (Berghof, auch Neuhof). Außerdem gehört zu Václavy die Einschicht Hokovské Domky (Hokauer Häuser bzw. Hinterwald).

## Sehenswürdigkeiten
- Drei Sühnekreuze Řež, Václav und Kleč